# アーネスト・コロマ
アーネスト・バイ・コロマ（英語: Ernest Bai Koroma, 1953年10月2日 - ）は、シエラレオネの政治家。2007年より2018年まで同国大統領を務めた。全人民会議（APC）代表。
西アフリカ保険協会(WAICA)やイギリスのリスクの保険協会及びイギリスのディレクター協会のメンバーである。
1953年10月2日、シエラレオネ北部州ボンバリ地区のマケニで生まれた。シエラレオネのカトリック系のキリスト教系の小学校や政府の男子中学校と進み、マグブラカ (Magburaka) の大学及びフリータウンのフォーラー・ベイ・カレッジのシエラレオネ大学に通った。1978年にシエラレオネの保険会社に入る前はマケニのセント・フランシス中学校で教え子をシエラレオネ大学のフォーラ・ベイ・カレッジからの1976年に卒業させる。 1985年にReliance Insurance Trust Corporation (Ritcorp)に移動し、1988年に専務理事。2002年3月に政治活動を始め、全人民会議（APC）のリーダーを決める投票でAPCのリーダーとなった。2007年8月11日に行われたシエラレオネ大統領選に出馬し、対立候補にはAPCの与党シエラレオネ人民党（SLPP）のソロモン・ベレワ副大統領や人民民主改革運動(PMDC)チャールズ・マルガイなどが出馬したが、決着がつかず首位を競っていたベレワとの一騎討ちとなり、9月8日に行われた決選投票の結果、17日にベレワに勝利しシエラレオネの新大統領に選ばれ就任。2012年11月の大統領選挙に立候補し、得票率58.7％でジュリウス・マーダ・ビオ候補に勝利し、再選された。2018年4月に大統領を退任。
2023年11月26日にシエラレオネ当局によるクーデター未遂と称されるデモ中に起きた出来事を受け、2023年12月、アーネスト・ベイ・コロマ氏は2日間の尋問の後、自宅軟禁された。

## 家族
夫人のシア・ニャマは、フリータウンにあるシエラレオネで最も古い女子学校のアニー・ウォルシュ・メモリアル学校(AWOGA)に通い、ロンドン大学で生物化学の大学院を卒業した実績を持つ人物。2人の子供がいる。